# Сігма Бой
«Сі́гма Бой» — пісня російських блогерів Betsy та Марії Янковської.

## Історія та популярність
Вийшла 4 жовтня 2024 на лейблі Rhymes Music. Стала відомою у всьому світі завдяки вірусній популярності в Тіктоці, потрапивши в чарти стрімінгових сервісів Spotify та YouTube. На сервісі Spotify якийсь час очолювала всесвітній чарт Viral 50 Global.
Пісню написав батько Betsy, композитор Михайло Чертищев , у співавторстві з рок-співаком Муккою.
У лютому 2025 року напередодні святкування Дня захисника Вітчизни було опубліковано відео з переспіваною Московським військовим хором на армійський лад версією пісні.
Виконавиці
Бетсі записує пісні вже кілька років. Її пісня «Сімпл Дімпл Поп Іт Сквіш» була популярна в Азії. Марія Янковська — блогер і постійна ведуча російського дитячого телеканалу СТС Kids. 19 жовтня 2024 року Бетсі та Марія Янковська здобули премію СТС Kids' SuperLikeShow у номінації «Супертренд». Вони також виконали свою пісню на сцені під час церемонії нагородження.

## Відгуки
Під час дебатів у Європарламенті німецький євродепутат Нела Ріль зауважила, що популярна серед підлітків пісня «Сігма бій» нібито «передає патріархальні та проросійські погляди на світ» і є «одним із прикладів російського проникнення у популярний дискурс через соціальні мережі». У своєму виступі Нела Ріль заявила, що Європейський Союз має припинити «навіть ці тонкі проникнення».
З ініціативою заборони пісні також виступили православні активісти із «Сорока сороків», які, навпаки, побачили у творчості школярок загрозу традиційним цінностям, а образ самих дівчаток вважали зайве сексуалізованим.
Центр протидії дезінформації РНБО України звинуватив пісню «Сігма Бой» у пропаганді, заявивши, що РФ використовує пісні як інструмент «м'якої сили».